# Фатих Султан Мехмет (квартал)
Фатих Султан Мехмет (на турски: Fatih Sultan Mehmet) е квартал в район Саръйер в Истанбул, Турция. Населението му е 15 725 души към 2022 г. Намира се до магистрала ТЕМ.
Близките части на квартала до ТЕМ се наричат Бююк Армутлу, а по-отдалечените се наричат Кючюк Армутлу. Значително население от алевити се заселва в Кючюк Армутлу от анадолските градове Токат, Сивас, Амасия, Кахраманмараш и Тунджели. Бююк Армутлу е свързан с Етилер чрез моста Нарин. По данни от 2004 г. нивото на грамотност на жените, живеещи в квартала, е 80% и само 10% от това население работи. Повечето къщи в квартала са с изглед към Босфора.